# ماه پرور بیگم
ماه پرور بیگم (متوفی در ۱۳ دسامبر ۱۹۴۱ در تهران) ملکه افغانستان بین سال‌های ۱۹۳۳-۱۹۲۹ و همسر محمد نادر شاه و مادر محمد ظاهر شاه بود.